# 凯撒山麓舍福
凯撒山麓舍福是奥地利蒂罗尔州库夫施泰因县的一个市镇。总面积31.45平方公里，总人口1333人，人口密度42.4人/平方公里（2005年）。